# Бял тигър
Белият тигър е левкистичен вариант на пигментация на бенгалския тигър, сибирския тигър и хибридите помежду им, който понякога е наблюдаван в дивата природа в индийските щати Мадхя Прадеш, Асам, Западна Бенгалия, Бихар и Одиша в района на Сундарбан и особено в някогашното княжество Рева. Такъв тигър има черните ивици, характерни за бенгалския тигър, но носи бяла или почти бяла козина. Не бива да се бърка с албинос.
През 2018 г. единственият бял тигър в България е новото попълнение в Старозагорската зоологическа градина. През 2023 г. 4 бели тигърчета се раждат в зоопарка във Варна.